# Куспиш Олександр Володимирович
Куспиш Олександр Володимирович (нар. 27 листопада 1967, Львів) —— український самбіст.
Народився у сім'ї дзюдоїста Володимира Куспиша. У 1995 році закінчив Львівський інститут фізичної культури та отримав звання майстра спорту міжнародного класу. Срібний призер чемпіонату світу (1994). Переможець (1995), бронзовий призер (1996) першостей Європи. Чемпіон України (1991, 1995–96). Виступав за львівські спортивні клуби «Гарт» і СКА у вагових категоріях до 71 та 78 кг.
Після завершення спортивної кар'єри — викладач кафедри фізичного виховання Національного університету «Львівська політехніка». У 2017 році у грецьких Салоніках став чемпіоном світу з самбо серед ветеранів у ваговій категорії до 74 кг вікової групи 50–54 роки.